# Ectima
Az Ectima a rovarok (Insecta) osztályának a lepkék (Lepidoptera) rendjéhez, ezen belül a tarkalepkefélék (Nymphalidae) családjához tartozó Biblidinae alcsalád egyik neme.

## Rendszerezés
A nembe az alábbi 4 faj tartozik:
- Ectima erycinoides
- Ectima iona
- Ectima lirides
- Ectima thecla